# Selnica (Velika Gorica)
Selnica is een plaats in de gemeente Velika Gorica in de Kroatische provincie Zagreb. De plaats telt 532 inwoners (2001).